# The Silent Force Tour

The Silent Force Tour est un album live du groupe néerlandais de metal symphonique Within Temptation. Il a été enregistré lors d’un concert à Java-eiland à Amsterdam. Le CD live reprend les titres du concert sorti en DVD moins les titres Caged et Aquarius qui sortiront en bonus sur le maxi single de What Have You Done. Il n’est disponible qu’avec la version deluxe du DVD live.

## Liste des chansons
| No  | Titre                       | Durée |
| --- | --------------------------- | ----- |
| 1.  | Deceiver Of Fools           | 7:25  |
| 2.  | Stand My Ground             | 4:29  |
| 3.  | Jillian (I'd Give My Heart) | 4:59  |
| 4.  | It's the Fear               | 4:13  |
| 5.  | Forsaken                    | 4:58  |
| 6.  | Angels                      | 4:08  |
| 7.  | Towards The End             | 3:28  |
| 8.  | Memories                    | 4:01  |
| 9.  | Intro                       | 1:57  |
| 10. | See Who I Am                | 4:56  |
| 11. | Pale                        | 4:30  |
| 12. | Jane Doe                    | 4:47  |
| 13. | Mother Earth                | 5:40  |
| 14. | Candles                     | 6:59  |
| 15. | The Other Half (Of Me)      | 5:07  |
| 16. | Ice Queen                   | 5:10  |